# TRS-838
TRS-838 bio je videozaslon koji je proizvodila hrvatska tvrtka Tvornica računskih strojeva Zagreb u 80-im godinama 20. stoljeća. Isporučivao se s računalnim sistemom TRS–703. Bio je dizajniran za emulaciju zaslona IBM 3101 model 2x pa je služio je kao jeftiniji izbor za IBM-ove mainframe sustave: S/370, IBM 4300, IBM 8100, i IBM S/1. Po posebnoj narudžbi TRS je proizvodio inačicu TRS-838 koji je emulirao video zaslon DEC VT-100. 

## Tehnički podatci
- Veličina zaslona: 12" (30 cm)
- Tehnologija: katodna cijev
- Boja: monokromna (zelena)
- Broj kolona: 80
- Broj redova: 25
- Način rada: blok, znakovni
- Video RAM: 6 kB, proširiv do 12 kB (mogućnost prikazivanje grafike)
- Znakovna matrica: 7x9
- Međusklopi: 2 x RS-232, RS-422
- Brzina prijenosa: 110-9600 bps